# Konrad Stangl
Konrad Stangl (* 18. September 1913 in Heidenheim; † Oktober 1993) war ein deutscher Jurist, Offizier, zuletzt Generalleutnant der Bundeswehr, und Pilot.

## Leben
Stangl wurde 1913 als Sohn eines Juristen geboren. Nach dem Abitur 1933 an einem humanistischen Gymnasium in Würzburg begann er zunächst ein Studium der Philosophie, Psychologie und Medizin an der Julius-Maximilians-Universität Würzburg. Außerdem gehörte er der katholischen Jugendbewegung Bund Neudeutschland (ND) an. Am 1. Juni 1934 trat er als Offizieranwärter in das 21. (Bayerisches) Infanterie-Regiment der Reichswehr in Nürnberg ein. Anschließend wechselte er am 1. November 1935 zur neu gegründeten Luftwaffe und nahm an der Fliegerschule Magdeburg eine Flugzeugführerausbildung auf, die er ab dem 16. Juli 1936 in Neuruppin fortsetzte. Ab 2. November 1936 diente er im Flugkommando Berlin, bevor er am 12. November 1936 nach abgeschlossener Ausbildung sein Flieger-Patent bekam. Ab 1. Februar 1937 wechselte er als Flugzeugführer zur II. Gruppe des Kampfgeschwader 153. Diese lag in Finsterwalde und flog mit zweimotorigen Bombern vom Typ Dornier Do 23, Junkers Ju 86 und Dornier Do 17. Zum 15. März 1937 ging er zur II. Gruppe des Kampfgeschwader 255 nach Leipheim und anschließend ab dem 15. November 1937 zur Fliegerschule Leipheim. Nachdem er am 15. Januar 1939 zur Luftkriegsschule nach Wildpark-Werder gewechselt war, erreichte ihn am 1. Februar die Beförderung zum Oberleutnant. Ab 9. April 1939 übernahm er die 3. Staffel der KGr.z.b.V. 106 als Staffelkapitän, bevor er am 1. Dezember 1941 an der Luftkriegsschule in Berlin-Gatow einen Generalstabslehrgang besuchte. Diesen schloss er am 30. September 1942 ab, inzwischen seit 1. Februar als Hauptmann unterwegs. Ab 1. Oktober 1942 schlossen sich Stabsverwendungen im Reichsluftfahrtministerium, der Luftflotte 3, beim Höheren Jagdfliegerführer West, im Generalstab der Luftwaffe und im II. Jagdkorps an. Nachdem er am 1. Mai 1944 zum Major befördert wurde, trat er im September 1944 als 3. Generalstabsoffizier in den Stab der Luftflotte Reich ein und erlebte dort das Kriegsende.
Nach dem Zweiten Weltkrieg studierte er Rechtswissenschaften an der Christian-Albrechts-Universität zu Kiel und der Julius-Maximilians-Universität Würzburg. 1949 legte er das Referendarexamen ab. 1951 wurde er bei Franz Tibor Hollós an der Rechts- und Staatswissenschaftlichen Fakultät der Universität Würzburg mit der Dissertation Das Elternrecht im Grundgesetz für die Bundesrepublik Deutschland zum Dr. jur. promoviert. 1952 legte er die große juristische Staatsprüfung ab. Von 1953 bis 1955 war er Justitiar im Bundeskriminalamt (BKA) in Wiesbaden, 1955/56 wechselte er in das Bundesministerium des Innern (BMI) nach Bonn.
Im Jahre 1956 trat er als Oberstleutnant in die neuaufgestellte Bundeswehr ein. Er war Referent und Unterabteilungsleiter im Bundesministerium der Verteidigung (BMVg) in Bonn. Von 1961 bis 1963 war er als Brigadegeneral Kommandeur der Offizierschule der Luftwaffe (OSLw) in München-Neubiberg und danach Kommandeur der 1. Luftwaffendivision in Fürstenfeldbruck. 1964 erfolgte die Beförderung zum Generalmajor. 1968 wurde er zum Befehlshaber im Wehrbereich (WBK) VI für Süddeutschland in München ernannt. 1969 wurde er Generalleutnant und Leiter der Personalabteilung im BMVg in Bonn.
Nach seinem Ruhestand wurde er Vizepräsident des Deutschen Caritasverbandes.
Stangl, katholisch, war verheiratet.

## Auszeichnungen
- 1970: Bayerischer Verdienstorden
- 1973: Großes Bundesverdienstkreuz mit Stern